# 古田幹雄
古田 幹雄（ふるた みきお）は、日本の数学者。東京大学大学院数理科学研究科教授。専門は幾何学、特にゲージ理論とトポロジーへの応用。

## 略歴
1960年生まれ。駒場東邦高校卒業後、東京大学に進学、1983年東京大学理学部数学科卒業。1985年同大学院理学系研究科修士課程修了後、同大学理学部助手。1988年3月博士号を取得。1995年京都大学数理解析研究所助教授を経て2000年より現職。その間、オックスフォード大学、マックスプランク研究所、ミュンヘン大学、MITに研究員、客員教授等として滞在。ゲージ理論の位相幾何学への応用で業績をあげた。

## エピソード
中学高校時代は、実際はひとりで駒場東邦中学高校数学研究会の名を使って雑誌「数学セミナー」の「エレガントな解答をもとむ」に投稿してたびたび掲載されていた。

大学進学のころから「岩波講座 基礎数学」シリーズを読むことを自らに課し、本を通じて「指数定理」と出会い幾何学の道に進む。学部4年のセミナーでは「指数定理」の本を講読し、その後「指数定理」とも関連するマイケル・アティヤとラウル・ボットの論文読解に時間を費やした。それは、幾何と代数、解析、さらには物理が重なり合う、新しく魅惑的な分野だった。修士課程に進むと、アティヤの弟子のサイモン・ドナルドソンが発表した画期的な理論の研究に打ち込んだ。

## 受賞および講演歴
- 1998年 秋季賞 日本数学会
- 2010年 ICM 2002 北京 招待講演者[5]